# Herbie Mann
Herbie Mann, pseudonimo di Herbert Jay Solomon (Brooklyn, 16 aprile 1930 – Pecos, 1º luglio 2003), è stato un flautista statunitense di musica jazz, di origini ebree, nonché un importante pioniere nel campo della world music.

## Biografia
Herbie Mann nacque a Brooklyn, New York. Nei primi tempi della sua carriera, si cimentò anche coi sassofoni e il clarinetto, ma Mann è ricordato per essere stato uno dei primi musicisti jazz a specializzarsi nel flauto e fu forse il più importante flautista nella musica jazz
durante gli anni sessanta.
Dopo aver prestato servizio di leva a Trieste (controllata all'epoca dalle forze armate americane), nel 1958 Mann aggiunse al suo gruppo un suonatore di conga e iniziò ad utilizzare elementi di musica africana. Nel 1961 intraprese un tour del Brasile e al suo ritorno negli Stati Uniti iniziò a registrare con musicisti brasiliani, incisioni che aumentarono la popolarità del genere noto come bossa nova: egli tornò a temi Brasiliani in molte delle sue incisioni. In questi anni, Mann reclutò per il suo gruppo anche un giovane Chick Corea.
Mann fu uno dei primi sperimentatori che univano jazz e world music, con registrazioni in stile Africano (1959), reggae, Medio Orientale (1966 e 1967), e dell'Europa dell'Est.
I puristi del jazz ebbero a criticare Mann per alcune registrazioni in stile disco e smooth jazz degli anni settanta, incisioni che tuttavia aiutarono Mann a restare attivo durante un periodo di scarso interesse per la musica jazz.
Diversi pezzi di Mann scalarano le classifiche pop, un fatto piuttosto insolito per un musicista jazz. In un'intervista del 1998 si legge che "...almeno 25 degli albumi di Herbie Mann sono
stati tra i 200 più venduti di Billboard, un successo negato alla stragrande maggioranza dei suoi colleghi nel jazz."

Nel corso della sua carriera, Herbie Mann registrò più di 100 album: dopo aver incontrato svariate difficoltà con le case d'incisione esistenti, fondò la propria casa editrice ("Kokopelli Records") per poi lasciare anche questa.
Mann era un musicista prolifico e si esibiva spesso in concerto. Le sue prime apparizioni, all'età di 15 anni, furono nei Catskill; la sua ultima apparizione, a 73 anni, fu al New Orleans Jazz and Heritage Festival, il 3 maggio 2003.
Herbie Mann morì a 73 anni il 1º luglio 2003 dopo una lunga battaglia contro un tumore alla prostata.

## Discografia
- 1955: Flamingo (Bethlehem)
- 1955: The Herbie Mann-Sam Most Quintet (Bethlehem)
- 1954-56: Herbie Mann Plays (Bethlehem)
- 1956: Love and the Weather (Bethlehem)
- 1956: Mann in the Morning (Prestige)
- 1956: Herbie Mann with the Wessel Ilcken Trio (Epic)
- 1957: Flute Flight  (Prestige)
- 1957: Flute Soufflé (Prestige)
- 1957: Sultry Serenade (Riverside)
- 1957: Salute to the Flute (Epic)
- 1957: The Jazz We Heard Last Summer (Savoy) -
- 1957: Mann Alone (Savoy)
- 1957: Yardbird Suite (Savoy) - con Phil Woods
- 1957: Great Ideas of Western Mann (Riverside)
- 1957: Flute Fraternity (Mode) - con Buddy Collette
- 1957: The Magic Flute of Herbie Mann (Verve)
- 1958: Just Wailin'  (New Jazz) - con Kenny Burrell, Mal Waldron
- 1959: Flautista!  (Verve)
- 1959: Herbie Mann's African Suite (United Artists)
- 1960: Flute, Brass, Vibes and Percussion (Verve)
- 1960: The Common Ground (Atlantic)
- 1960: This Is My Beloved
- 1961: The Family of Mann (Atlantic)
- 1961: Herbie Mann at the Village Gate (Atlantic)
- 1961: Herbie Mann Returns to the Village Gate (Atlantic)
- 1962: Right Now (Atlantic)
- 1962: Brazil, Bossa Nova & Blues (United Artists)
- 1962: Nirvana (Atlantic) - con Bill Evans
- 1962: Do the Bossa Nova with Herbie Mann (Atlantic)
- 1963: Herbie Mann Live at Newport (Atlantic)
- 1964: Latin Fever (Atlantic)
- 1965: My Kinda Groove (Atlantic)
- 1965: Herbie Mann Plays The Roar of the Greasepaint – The Smell of the Crowd (Atlantic)
- 1965: Standing Ovation at Newport (Atlantic)
- 1965: Latin Mann (Columbia)
- 1966: Monday Night at the Village Gate (Atlantic)
- 1966: Today! (Atlantic)
- 1966: Our Mann Flute (Atlantic)
- 1966: New Mann at Newport (Atlantic)
- 1966: Impressions of the Middle East (Atlantic)
- 1966: A Mann & A Woman (Atlantic)
- 1967: The Beat Goes On (Atlantic)
- 1967: The Herbie Mann String Album (Atlantic)
- 1967: Glory of Love (CTI)
- 1967: The Wailing Dervishes (Atlantic)
- 1968: Windows Opened (Atlantic)
- 1968: The Inspiration I Feel (Atlantic)
- 1968: Memphis Underground (Atlantic)
- 1968: Concerto Grosso in D Blues (Atlantic)
- 1969: Live at the Whisky a Go Go (Atlantic)
- 1969: Stone Flute (Embryo)
- 1970: Muscle Shoals Nitty Gritty (Embryo)
- 1971: Memphis Two-Step (Embryo)
- 1971: Push Push (Embryo) - con Duane Allman
- 1972: Mississippi Gambler (Atlantic)
- 1973: Turtle Bay (Atlantic)
- 1974: London Underground (Atlantic) - con Mick Taylor, Albert Lee
- 1974: Reggae (Atlantic)
- 1974: First Light (Atlantic)
- 1975: Discothèque (Atlantic)
- 1975: Waterbed (Atlantic)
- 1976: Surprises (Atlantic) - con Cissy Houston
- 1976: Reggae II (Atlantic)
- 1976: Bird in a Silver Cage (Atlantic)
- 1976: Gagaku & Beyond  (Finnadar/Atlantic)
- 1977: Herbie Mann & Fire Island (Atlantic)
- 1978: Brazil: Once Again (Atlantic)
- 1978: Super Mann (Atlantic)
- 1978: Yellow Fever (Atlantic)
- 1979: Sunbelt (Atlantic)
- 1981: Mellow (Atlantic)
- 1983: Astral Island (Atlantic)
- 1985: See Through Spirits (Atlantic)
- 1987: Jasil Brazz (RBI)
- 1989: Opalescence
- 1990: Caminho De Casa (Chesky)
- 1992: Deep Pocket (Kokopelli)
- 1995: Peace Pieces: The Music of Bill Evans